# Amiga 3000

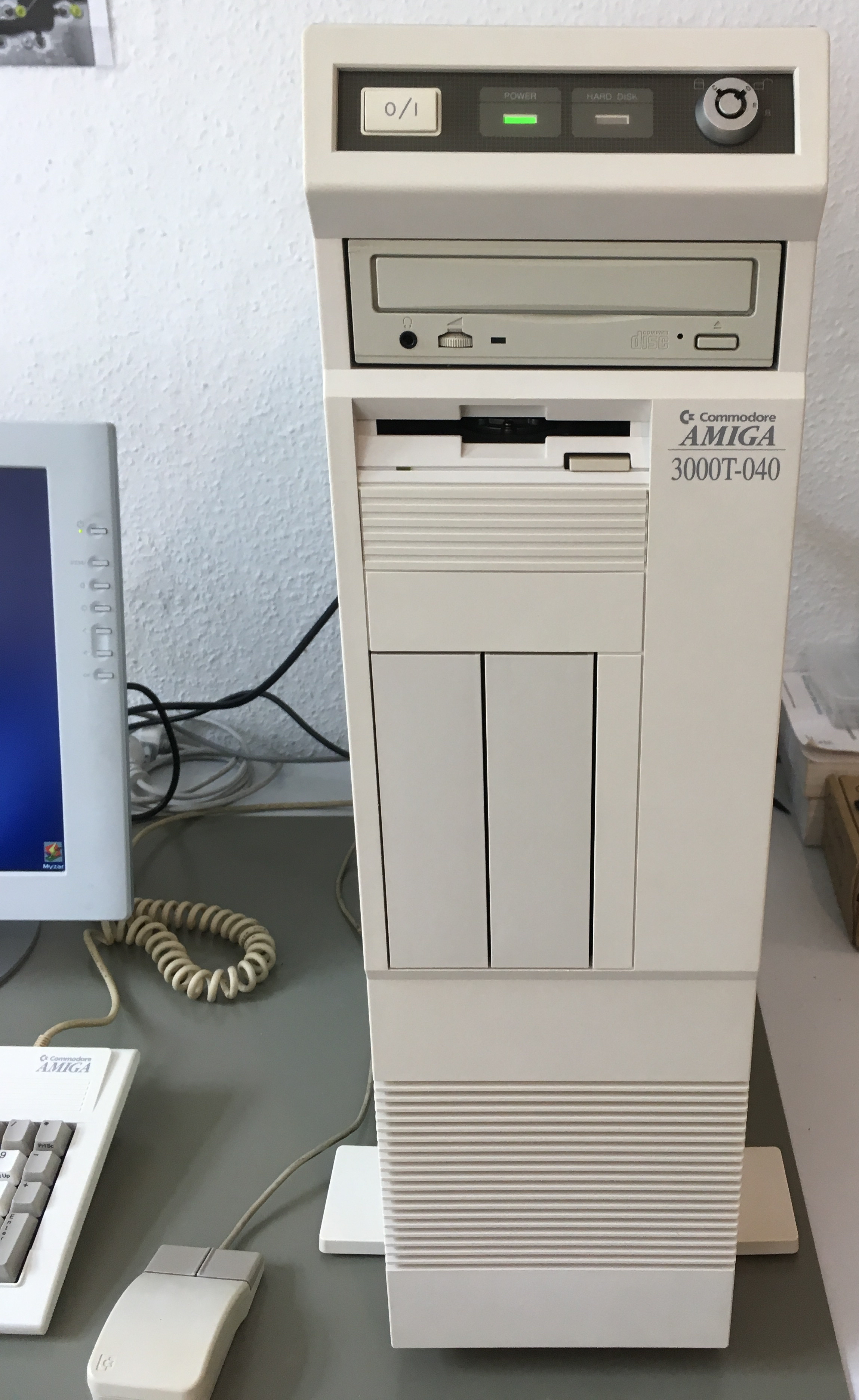
A3000T-040 toronyházas modell

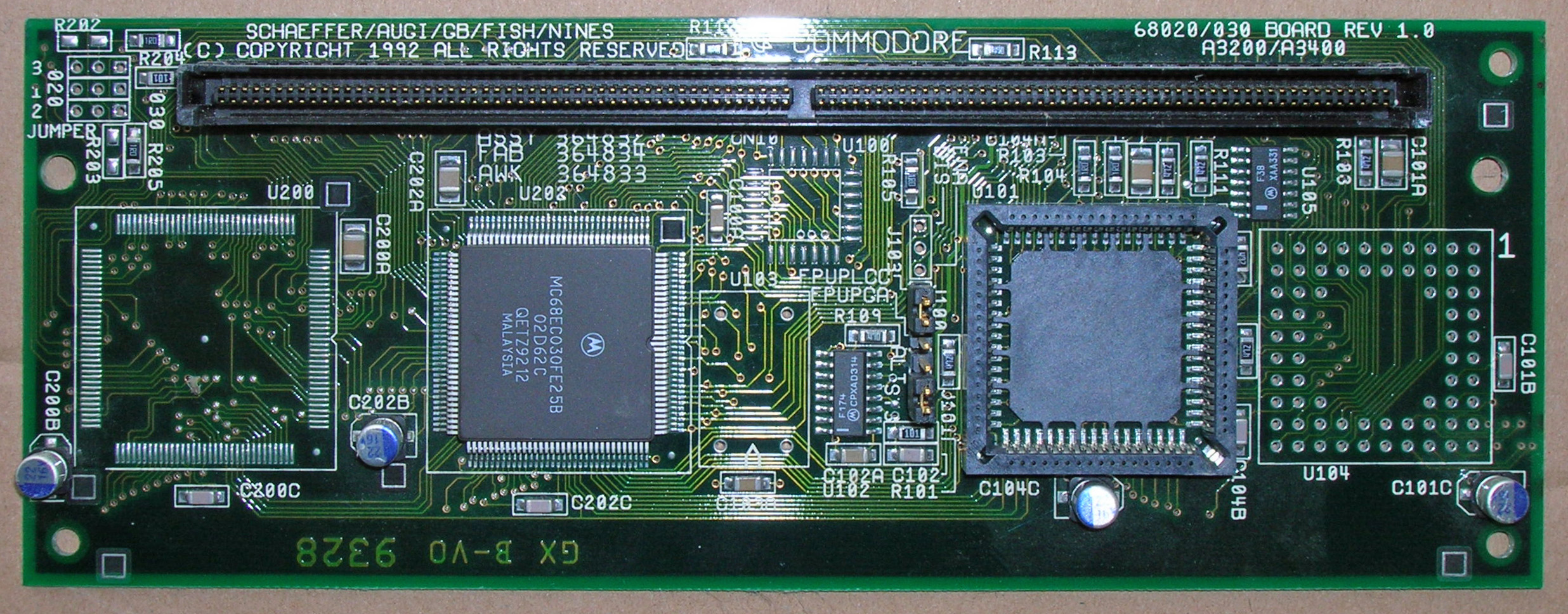
Amiga A3200/A3400 CPU processzorkártya Motorola 68030 25MHz-es CPU-val

Az Commodore Amiga 3000, vagy A3000 a Commodore által 1990 tavaszán kiadott, alapvetően felsőkategóriás grafikai munkaállomás, mely egy erőmű az elődeihez képest. A munkaállomás jelleget hangsúlyozandó, két operációs rendszerrel is szállították: AmigaOS-sel, illetve Unix-szal. Utóbbi hálózati operációs rendszerként először biztosított számítógép-hálózati kapcsolódási lehetőséget egy Amiga számára (TCP/IP, NFS). A virtuális valóság (VR) területén úttörő W Industries (jelenleg: Virtuality Group Plc) licencelte ezt az Amiga technológiát 1000CS típusú virtuális környezetéhez.

## Konstrukció
Az új 32-bites Motorola 68030 CPU, a 68882 FPU és a 32-bites rendszermemória 5-től 18-szorosára növelte az egész számokkal végrehajtott, valamint 7-től 200-szorosára a lebegőpontos műveletek számítási teljesítményét.
A desktop kiépítettségű modellekben riser kártyán elhelyezkedő 4db 32-bites Zorro III bővítőaljzat PCI-hoz hasonló Autoconfig funkcióval rendelkezik és különféle bővítőkártyák: videókártya, hangkártya, hálózati kártya és később akár USB vezérlő kártya csatlakoztatására is alkalmas. A 2db ISA slot egy "bridgeboard" kártyával aktiválható, mely csatlakozik egy Zorro III és egy ISA foglalatba. Ezek a "hídkártyák" IBM-kompatibilis PC elemeket tartalmaznak, például Intel 80286/80386/80486-os CPU-t, melyekkel egy IBM PC hardverét emulálják Amiga környezetben. A fennmaradó egy ISA slotban bármely IBM-PC kompatibilis ISA-kártya használható.
A gép ECS chipsettel rendelkezik, mely VGA monitoros megjelenítésre alkalmas erőteljesebb képernyőkezelést valósít meg, továbbá SCSI-II szabványú merevlemez vezérlőt tartalmaz.
Az Amiga 3000 a legtöbb Amiga modelltől eltérően támogatja mind a ROM-ba égetett Kickstart, mind a lemezről betöltött Kickstart használatát ("SuperKickstart" modell). A lemezről töltött Kickstart verziószáma az 1.4, mely azonban lényegében egy béta változat. Gyárilag összesen 2 MB RAM van a modellben, 1 MB Chip RAM és 1 MB Fast RAM. A Fast RAM DIP foglalatban összesen 4 MB-ig, ZIP RAM-ok révén pedig 16 MB-ig bővíthető.
Az Amiga 2000-ben megszokott hátlapi csatlakozók mellett VGA-csatlakozóval is rendelkezik, egyebekben teljesen kompatibilis a korábbi modellekhez gyártott perifériákkal, MIDI-eszközökkel, samplerekkel, modemekkel.

## Modellváltozatok

### Amiga 3000T / 3000T-040
Az A3000 gyárilag toronyházba szerelve szállított változata, mely alapból a gyorsabb, 25 MHz-es Motorola 68030 CPU-val rendelkezik. Az A3000T-040 modell ezen túlmenően tartalmaz egy gyári A3640 típusú CPU kártyát, melyen egy 25 MHz-es Motorola 68040-es CPU található, integrált FPU-val. 5x 32-bites Zorro III és 4x 16-bites ISA slottal rendelkezik. A toronyházban 2x 3,5" és 3x 5,25" meghajtóhely található. A 040-es modell ezen kívül egy 1,76 MB kapacitású (HD) floppy meghajtót is tartalmaz, a szokásos 880 KB-os (DD) mellett.
Ebből látható, hogy itt egy különálló alaplapról is van szó. A Zorro III és ISA slotok az alaplapon találhatók és nem ún. riser kártyán, vagy "daughterboard"-on, mint a normál A3000-es példányok. Az alaplap beépített scandoubler-rel rendelkezik, így az Amiga mind NTSC, mind PAL rendszerű képernyőmódjait meg tudja jeleníteni egy normál SVGA monitoron.

### Amiga 3000UX
Ez a modell egy olyan A3000 változat, melyhez az AT&T-től licencelt és az Amiga hardverére portolt UNIX System V SVR4 (Commodore Amiga Unix, azaz AMIX) operációs rendszert adták előtelepítve. Lényegében teljesen azonos az A3000 alaptípussal, csak alapból a gyorsabb, 25 MHz-es Motorola 68030 CPU-val és 68882 FPU-val rendelkezik, továbbá adtak hozzá egy Commodore 3070 típusjelű szalagos meghajtót és háromgombos egeret. Opcionális volt hozzá - többek között - az A2410-es videókártya, illetve az A2065-ös Ethernet kártya. A gép 1.4-es Kickstart ROM-ot kapott, mely alkalmas volt mind a Unix, mind az AmigaOS bootolására.

### Amiga 3000+ / AA3000
Egy soha kiadásra nem került prototípusról van szó, mely néhol AA3000, máshol A3000+ néven jelenik meg. Lényegében egy AGA chipsettel szerelt Amiga3000-ről van szó, mely átmenet a típus és a később kiadott Amiga 4000 modell között. A dizájnból hiányzik a scandoubler-t vezérlő Amber chip, ugyanakkor hely van kialakítva egy DSP chip (AT&T DSP3210) számára, mely egyes feltételezések szerint egy 16-bites hangrendszer alapja lett volna, ami élvonalbeli technológia volt annak idején. Kickstart 3.0-ás ROM-okkal voltak szerelve.

## Retrocomputing
A norvég John "Chucky" Hertell ReAmiga nevű projektjeinek egyike a ReAmiga 3000, mely a Commodore által gyártott Amiga 3000 alaplap több ponton javított, de azzal 100%-ban kompatibilis klónja. ReAmiga 3000 alaplapok, a "custom chipek" nehézkes beszerezhetősége miatt kompletten nem kaphatók. A lapok beültetett alkatrészek nélkül vásárolhatók meg otthoni összeépítésre, a régi alaplap chipjeinek átültetésével.
Egy Hese nevű finn hacker elkészítette a két meg nem valósult prototípus, az AA3000 és az A3000+ ötvözéséből az AA3000+ alaplapot, mely AGA chipsetet és egy DSP-t tartalmaz. Riser kártyaként egy PCI foglalatokat is tartalmazó új "daugterboard"-ot is fejlesztett hozzá.

## Specifikáció
| Jellemző            | Specifikáció |
| ------------------- | --- |
| CPU                 | Motorola 68030 16-25 MHz (alaplapra forrasztva); Motorola 68040 25-40 MHz; Motorola 68060 50 MHz; PowerPC 604e 150-233 MHz (CPU kártyán) |
| RAM                 | - Chip RAM 1 MB, bővíthető max. 2 MB-ig; - Fast RAM 1 MB, bővíthető max. 16 MB-ig |
| ROM                 | 512 KB Kickstart ROM (v1.4, 2.0x) |
| Chipset             | Enhanced Chip Set (ECS) |
| Kép                 | 12-bites színpaletta (4096 szín). 32, 64, (EHB) illetve 4096 (HAM mód) képernyőszínű grafikus módok: - 320×200 – 320×400i (NTSC) - 320×256 – 320×512i (PAL) Grafikus módok 16 képernyőszínnel: - 640×200 – 640×400i (NTSC) - 640×256 – 640×512i (PAL) Grafikus módok 4 képernyőszínnel: - 1280×200 – 1280×512i és 640×480p60 (VGA) 4 képernyőszínnel |
| Hang                | 4× 8-bites PCM csatorna (2 sztereó csatorna) 28 kHz max. DMA mintavételezési frekvencia 70 dB jel/zaj arány |
| Cserélhető tároló   | 3,5" DD floppy meghajtó (880 KB kapacitású) |
| HDD                 | 3,5" SCSI-II merevlemezes meghajtó (gyárilag 40, 50, illetve 100 MB kapacitással) |
| Audio/video kimenet | Analóg RGB video kimenet (DB-23M) VGA kimenet (D-sub) Audio kimenet (2×RCA) Genlock foglalat (belső) Video foglalat (belső) |
| I/O portok          | Billentyűzet port (5-tűs DIN) 2× egér/játék port (DE9) RS-232 soros port (DB-25F) Centronics párhuzamos port (DB-25M) floppy meghajtó port (DB-23F) |
| Bővítő aljzatok     | 4× 100-tűs 16-bites/32-bites Zorro III aljzat (AutoConfig) 2× 16-bites ISA aljzat (aktiválásához "bridgeboard" kártya szükséges) 1× 200-tűs 32-bites CPU/Cache bővítő aljzat |
| OS                  | - AmigaOS 1.x (Kickstart 1.4beta és Workbench 1.3) - AmigaOS 2.x (Kickstart 2.04 és Workbench 2.04) - Unix System (SVR4) V |

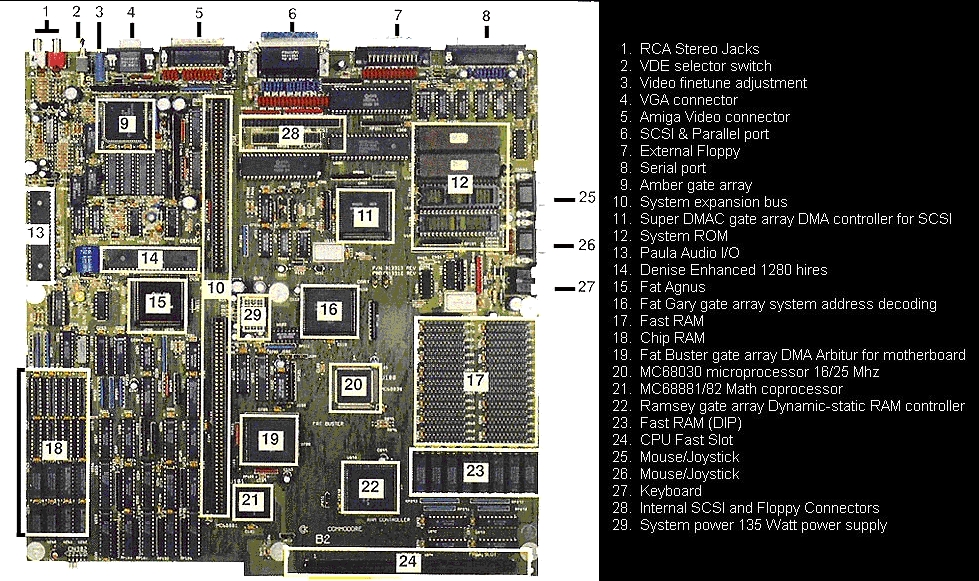
A3000-es alaplap és elemei

| Egyebek             | 2x előlapi 3,5" meghajtóhely 1x előlapi 5,25" meghajtóhely Alaplapi, elemes valósidejű óra (RTC) |

## Fordítás
- Ez a szócikk részben vagy egészben  az   Amiga 3000 című angol Wikipédia-szócikk fordításán alapul.  Az eredeti cikk szerkesztőit annak laptörténete sorolja fel. Ez a jelzés csupán a megfogalmazás eredetét és a szerzői jogokat jelzi, nem szolgál a cikkben szereplő információk forrásmegjelöléseként.